# Jeff Kaake
Jeffrey Kaake (ur. 10 stycznia 1959 w Detroit) – amerykański aktor telewizyjny i filmowy.

## Życiorys

### Wczesne lata
Urodził się i dorastał w Detroit. W 1979 roku przeniósł się do południowej Kalifornii. Po studiach w San Diego pojawił się w kilku telewizyjnych produkcjach. Uczęszczał na warsztaty aktorskie i castingi w miejscowości La Jolla. 

### Kariera
W 1984 roku przyjechał do swojego brata do Los Angeles, gdzie wystąpił w sitcomie ABC Trzecie zgromadzenie (Three's a Crowd, 1984) oraz popularnych operach mydlanych – ABC Dynastia (Dynasty, 1984-89) i CBS Dallas (1984).
Następnie zagrał postać piłkarza Jamiego Waldrona w serialu HBO Jeden z dziesięciu (1st & Ten, 1985-86) oraz pojawił się jako seksowny jeździec na Harleyu Paul Morrissey w serialu NBC Niegrzeczni chłopcy (Nasty Boys, 1990). Zagrał czarny charakter – rolę złego chłopaka Chaza w operze mydlanej ABC Melrose Place (1994), agenta FBI Thomasa Cole w serialu kryminalnym sci-fi Viper (1996-98).
Trzykrotnie spotkał się na planie filmowym z Jackiem Scalią – w melodramacie ABC Club Med (1986) oraz dwóch adaptacja filmowych książki Jackie Collins – Lady Boss (1992) i Żony Hollywoodu: Nowe pokolenie (Hollywood Wives: The New Generation, 2004).

### Życie prywatne
W 1984 roku spotykał się z Amy O’Neill. Żonaty z Kimberly Pucci, ma syna Jeremy’ego Vaughana.

## Filmografia

### Filmy fabularne
- 1986: Club Med (TV) jako Bart
- 1989: Niegrzeczni chłopcy (Nasty Boys, TV) jako Paul Morrisey
- 1989: Prawo przy Randado (Law at Randado, TV)
- 1990: Zły wpływ (Bad Influence) jako Willie, mężczyzna w barze
- 1990: Strzały na pograniczu (Border Shootout) jako Phil Sundeen
- 1991: Seeds of Tragedy (TV) jako Coggins
- 1992: Lady Boss (TV) jako Eddie Kane
- 1993: Powrót (The Return of Ironside, TV) jako Mike Quinn
- 1999: D.R.E.A.M. Team (TV) jako Zack Hamilton
- 1995: Hart dla Hart: Dwa serca w 3/4 czasu (Hart to Hart: Two Harts in Three-Quarters Time, TV) jako Ronnie Scott
- 2004: Żony Hollywoodu: Nowe pokolenie (Hollywood Wives: The New Generation, TV) jako Gregg Lynch

### Seriale TV
- 1984: Trzecie zgromadzenie (Three's a Crowd) jako Paul
- 1984-1989: Dynastia (Dynasty) jako Dennis Grimes
- 1985-1986: Jeden z dziesięciu (1st & Ten) jako Jamie Waldren
- 1987: Detektyw Hunter (Hunter) jako David Lawrence
- 1988: Rycerze Houston (Houston Knights)
- 1990: Niegrzeczni chłopcy (Nasty Boys) jako Paul Morrisey
- 1991: Napisała: Morderstwo (Murder, She Wrote) jako Eddie Wheaton
- 1993: Jedwabne pończoszki (Silk Stalkings) jako Peter Dexter
- 1993: Space Rangers jako kapitan John Boon
- 1994: Melrose Place jako Chas Russell
- 1994: Diagnoza morderstwo (Diagnosis Murder) jako dziennikarz sportowy Stan Bidell
- 1994: Nakrycia Robina (Robin's Hoods) jako Richard
- 1995: Renegat (Renegade) jako dyrektor Mike Turner
- 1995: Hudson Street jako Leonard Collins
- 1996: Gliniarz z dżungli (The Sentinel) jako Lee Brackett
- 1996-1998: Viper jako Thomas Cole
- 1999: The Dream Team jako Zack Hamilton
- 2004: Żar młodości (The Young and the Restless) jako Gabe – Enforcer